# Kanton Le Cateau-Cambrésis
Kanton Le Cateau-Cambrésis is een kanton van het Franse Noorderdepartement. Het kanton maakt deel uit van het arrondissement Cambrai.
In maart 2015 werd het kanton uitgebreid met gemeenten van kantons die toen werden opgeheven, namelijk: Cambrai-Est, Clary, Carnières, Marcoing en Solesmes. Hierdoor nam het aantal gemeenten in het kanton aanzienlijk toe, van 18 tot 56 gemeenten.

## Gemeenten
Het kanton Le Cateau-Cambrésis omvatte de volgende gemeenten:
- Bazuel
- Beaumont-en-Cambrésis
- Le Cateau-Cambrésis (hoofdplaats)
- Catillon-sur-Sambre
- La Groise
- Honnechy
- Inchy
- Maurois
- Mazinghien
- Montay
- Neuvilly
- Ors
- Pommereuil
- Rejet-de-Beaulieu
- Reumont
- Saint-Benin
- Saint-Souplet
- Troisvilles

Vanaf 2015 zijn dat:
- Awoingt
- Banteux
- Bantouzelle
- Bazuel
- Beaumont-en-Cambrésis
- Bertry
- Briastre
- Busigny
- Cantaing-sur-Escaut
- Le Cateau-Cambrésis (hoofdplaats)
- Catillon-sur-Sambre
- Cattenières
- Caullery
- Clary
- Crèvecœur-sur-l'Escaut
- Dehéries
- Élincourt
- Esnes
- Flesquières
- Fontaine-au-Pire
- Gonnelieu
- Gouzeaucourt
- La Groise
- Haucourt-en-Cambrésis
- Honnechy
- Honnecourt-sur-Escaut
- Inchy
- Lesdain
- Ligny-en-Cambrésis
- Malincourt
- Marcoing
- Maretz
- Masnières
- Maurois
- Mazinghien
- Montay
- Montigny-en-Cambrésis
- Neuvilly
- Niergnies
- Noyelles-sur-Escaut
- Ors
- Pommereuil
- Rejet-de-Beaulieu
- Reumont
- Ribécourt-la-Tour
- Les Rues-des-Vignes
- Rumilly-en-Cambrésis
- Saint-Benin
- Saint-Souplet
- Séranvillers-Forenville
- Troisvilles
- Villers-Guislain
- Villers-Outréaux
- Villers-Plouich
- Walincourt-Selvigny
- Wambaix